# Göran Dahlberg
Göran Dalhberg, född 1967 i Malmö, är kulturtidskriften Gläntas grundare och chefredaktör.

## Biografi
Göran Dahlberg har bland annat skrivit böckerna Hemliga städer och Att umgås med spöken, samt översatt böcker av författare som Slavoj Zizek och Trinh T Minh-ha till svenska.
Sedan 2011 är han engagerad i det Wienbaserade tidskriftsnätverket och webbpublikationen Eurozine, fram till 2017 i Eurozine Editorial Board, och sedan 2018 i Eurozine Board of Trustees.
Dahlberg är en av grundarna av Nätverkstan, 1996.